# Naturschutzgebiet Albrechtshaus
Albrechtshaus ist ein Naturschutzgebiet in Sachsen-Anhalt, unmittelbar westlich der Heilstätte Albrechtshaus, innerhalb des FFH-Gebiets Selketal und Bergwiesen bei Stiege.

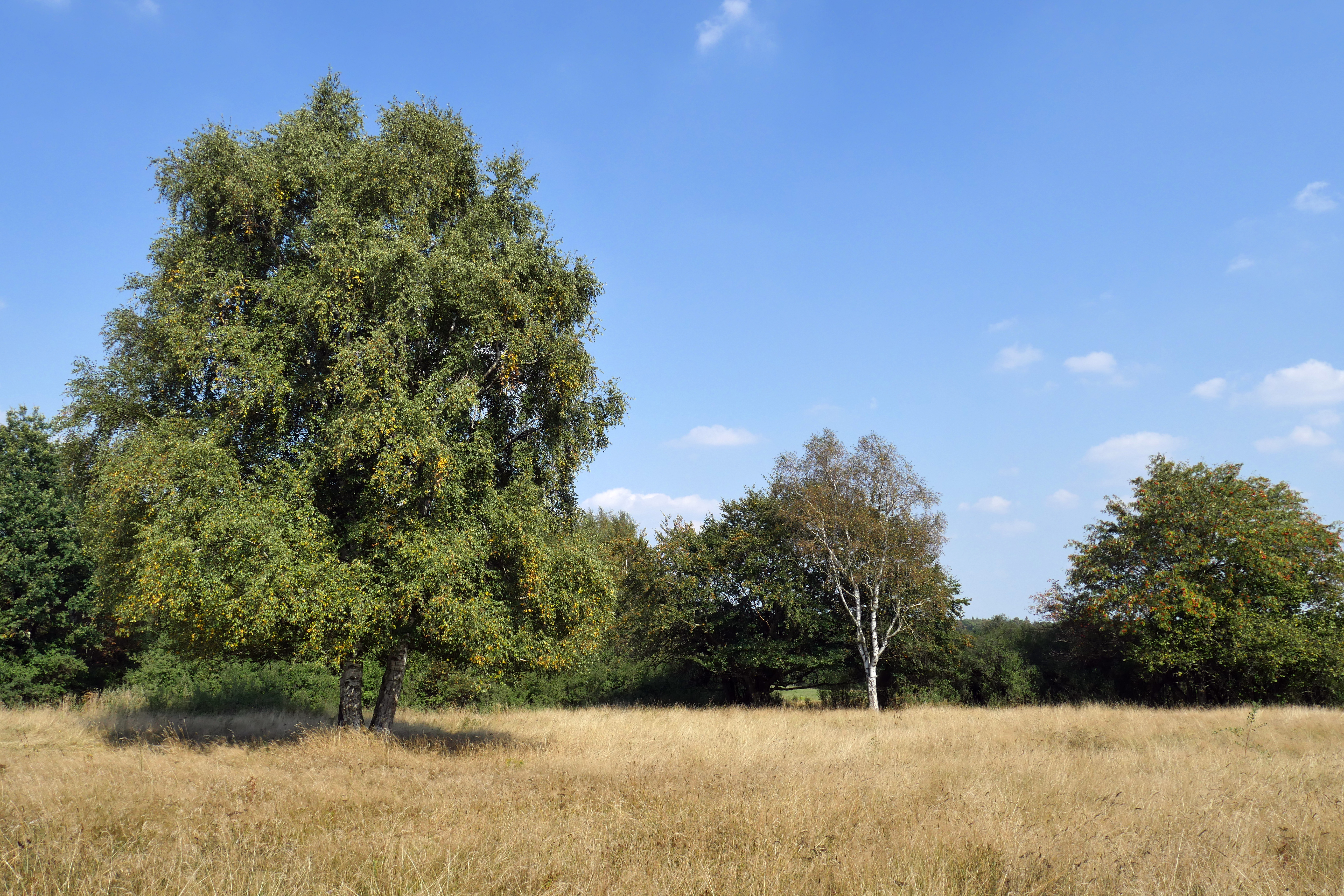
Bergwiese zwischen Stiege und Albrechtshaus

## Beschreibung
Das im Landkreis Harz, südlich des Naturschutzgebiets „Oberes Selketal“, gelegene Naturschutzgebiet hat eine Größe von 63,95 Hektar. Die Unterschutzstellung erfolgte bereits am 30. März 1961 in der DDR. Neben den von zwei der Selke-Quellbächen eingerahmten Bergrücken umfasst das Gebiet auch ein Wiesental. Schutzziel ist die Erhaltung typischer Waldgesellschaften im Bereich der Unterharzhochfläche, besonders der Hainsimsen- und der Waldmeister-Buchenwälder, der Erlenbruchwälder sowie der hochgelegenen Traubeneichenbuchenwälder.
Ton- und Kieselschiefer mit Diabaseinschaltungen bilden den Untergrund des Gebietes. Als Folge von Rotliegendvulkanismus liegt ein etwa Nord-Süd verlaufender Gesteinsgang im östlichen Teil des Naturschutzgebietes. Im Bereich der Kluft- und Störungstektonik, die von Ost nach West verläuft, tritt im Frühjahr an zahlreichen Stellen Wasser aus. Weite Teile der Wiesen des Naturschutzgebietes werden regelmäßig überflutet.

## Flora und Fauna
Prägend für das NSG Albrechtshaus sind die weite Teile der Fläche einnehmenden Buchenwälder. Der Orkan Quimburga hinterließ 1972 in diesen große Schäden, so dass Altbestände nur noch am Süd- und Ostrand erhalten blieben. Auf den Sturmwurfflächen entwickeln sich neue Buchenwälder, die jedoch mit anderen Baumarten durchsetzt sind. Auf Standorten mit guter Nährstoffversorgung entwickelte sich Waldmeister-Buchenwald, montaner Ausprägung, mit Rotbuche und Berg-Ahorn in der Baumschicht und Waldmeister, Zwiebel-Zahnwurz, Wald-Gerste und Einblütiges Perlgras in der Krautschicht. Dort, wo diese Standorte feuchter sind, wird die Krautschicht durch Hain-Sternmiere, Geflecktes Knabenkraut und Winkel-Segge charakterisiert.
An ärmeren Standorten hat sich dagegen ein Hainsimsen-Rotbuchenwald entwickelt. Die Baumschicht ist geprägt von Traubeneiche als Mischbaumart. Die Krautschicht wird vor allem von Schmalblättrige Hainsimse, Wald-Reitgras, Draht-Schmiele und Zweiblättrige Schattenblume gebildet.
An Quellen und Bächen haben sich montane Bach-Erlenwälder gebildet, die sich in einem guten Zustand befinden. Unter Schwarz-Erle, Grau-Erle, Gewöhnlicher Esche und Moor-Birke wachsen Gewöhnlicher Seidelbast, Gewöhnliche Traubenkirsche und Faulbaum. An einem der Selke-Quellbächen entstand davon abweichend eine Mädesüß-Sumpfstorchschnabelflur.
In diesem Naturschutzgebiet liegt ein Moortal sowie Übergangsmoore mit Rotschwingelwiesen, Bärwurzwiesen und Borstgrasrasen. Durch frühere Meliorationsmaßnahmen sind sie vielfach an Arten verarmt. Zu finden sind hier vorrangig Großseggen, Scheidiges Wollgras, Teufelsabbiss, Trollblume, Breitblättriges Knabenkraut, Sumpf-Veilchen, Sumpf-Schafgarbe und Sumpf-Kratzdistel. Die Wiesen werden u. a. von Schwarzstorch, Bergmolch und Feuersalamander besiedelt. Wichtige Brutvogelarten sind Raufußkauz, Hohltaube, Bekassine und Wiesenpieper. Durch eine abgestimmte Mahd und Beweidung von Teilflächen sollen die Wiesen erhalten werden.
Für die Zwergfledermaus ist das NSG Albrechtshaus das höchstgelegene Jagdrevier in Sachsen-Anhalt. Ihre Wochenstube haben diese Tiere in den Gebäuden des nahegelegenen Albrechtshauses.